# Walter Hahm
Walther Hahm född 21 december 1894 i Schlesien  död 11 augusti 1951 i Heide, Holstein. Tysk militär. Hahm befordrades till generalmajor i april 1942 och till general i infanteriet i januari 1945. Han erhöll Riddarkorset av järnkorset med eklöv i december 1944. 
Hahm var
- instruktör vid krigsskolan i München oktober 1935 – augusti 1939
- till överbefälhavarens förfogande augusti 1939 - februari 1940
- bataljonschef vid 81. infanteriregementet februari – september 1940
- till överbefälhavarens förfogande september - december 1940
- befälhavare för 480. infanteriregementet december 1940 - januari 1942
- befälhavare för 260. Infanterie-Division januari 1942 – februari 1944
- till överbefälhavarens förfogande februari - april 1944
- befälhavare för 389. Infanterie-Division april  - september 1944
- till överbefälhavarens förfogande september - november 1944
- befälhavare för LXXXII. Armeekorps december 1944 – april 1945
- befälhavare för XIII. Armeekorps april – maj 1945

Hahm var i krigsfångenskap maj 1945 – 1947.